# Eustala itapocuensis
Eustala itapocuensis Strand, 1916 è un ragno appartenente alla famiglia Araneidae.

## Etimologia
Il nome della specie deriva dalla località brasiliana di Itapocu, luogo di rinvenimento degli esemplari e dal suffisso -ensis che indica appartenenza a.

## Caratteristiche
L'olotipo maschile rinvenuto ha dimensioni: cefalotorace lungo 2,7 mm, largo 2,2 mm; la formula delle zampe è 1243.

## Distribuzione
La specie è stata rinvenuta in Brasile: nei pressi di Itapocu, 37 km a sud di Joinville, nello Stato di Santa Catarina.

## Tassonomia
Al 2014 non sono note sottospecie e dal 2010 non sono stati esaminati nuovi esemplari.